# 파리크시트
파리크시트(산스크리트어: परीक्षित्, IAST: Parīkṣit)는 베다 시대 중기(기원전 12세기에서 기원전 9세기 사이)에 쿠루 왕국을 통치한 왕이다. 그의 아들이자 후계자인 자나메자야와 함께 쿠루 왕국의 통합, 베다 찬가들을 모음집으로 배열하는 것, 그리고 정통 슈라우타 의식의 발전에 결정적인 역할을 하여, 쿠루 영역을 북부 철기 시대 인도의 지배적인 정치 및 문화 중심지로 변화시켰다. 그는 또한 후대의 전설과 전통에서도 등장하는 인물이다. 마하바라타와 푸라나의 전설적인 기록에 따르면, 그는 하스티나푸르의 왕위에 그의 대삼촌 유디슈티라의 뒤를 이었다.

## 서론

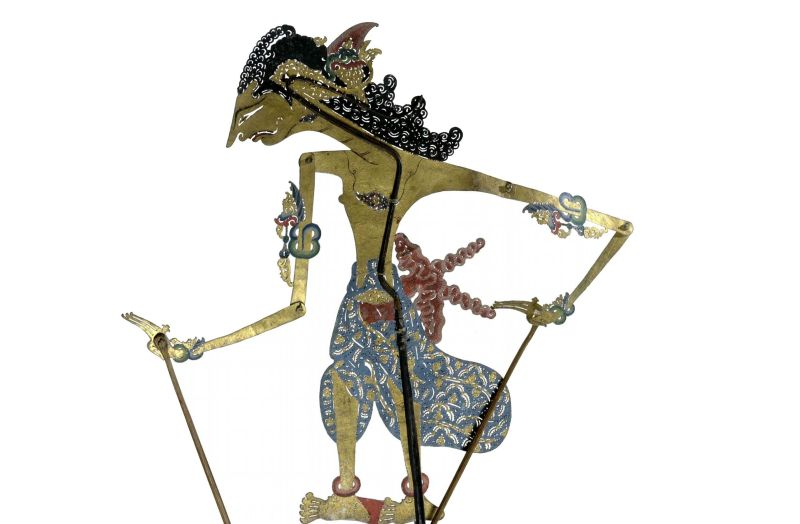
자와섬 와양 쿨릿 그림자 인형극의 파리케시트

"모든 사람들의 왕, (마치) 신처럼 인간들 위에 있는 왕에 대한 좋은 칭송을 들어라,
(칭송을 들어라) 파리크시트에 대한! - '파리크시트가 방금 우리를 평화롭게 살게 했다; 어둠이 방금 그 거처로 달아났다.' 쿠루의 가주는 (곡물을) 빻기 위해 준비하며
아내와 (이렇게) 말한다. — '무엇을 가져다줄까, 신 우유, 만타 [보리/우유 음료]를?' 왕 파리크시트의 영역에서 아내는 계속 묻는다. — 저절로, 익은
보리가 길의 깊은 자국 위로 무겁게 (iva) 굽어진다. 왕 파리크시트의 영역에서 왕조는 상서롭게 번성한다.”

파리크시트는 아타르바베다 (XX.127.7-10)의 찬가에서 위대한 쿠루 왕(카우라비야)으로 칭송되는데, 그의 왕국은 젖과 꿀이 흘렀고 백성들은 행복하게 살았다. 그는 라자 비슈바자니나(보편적인 왕)로 언급된다.
마하바라타에 따르면, 파리크시트는 마드라 왕국의 마드라바티 공주와 결혼하여 60년 동안 통치하다 죽었다. 그의 아들 자나메자야가 왕위를 계승한 것으로 여겨진다.

## 역사성
베다 문헌에는 파리크시트가 한 명만 언급되어 있지만, 후기 베다 문헌(마하바라타와 푸라나)에는 이 이름의 왕이 두 명 존재했던 것으로 보인다. 한 명은 쿠루크셰트라 전쟁 이전에 살았던 판다바들의 조상이고, 다른 한 명은 나중에 판다바들의 후손으로 살았다. 역사가 H. C. 라이차우두리는 두 번째 파리크시트의 묘사가 베다 왕과 더 잘 일치하며, 첫 번째 파리크시트에 대한 정보는 부족하고 일관성이 없다고 믿지만, 라이차우두리는 실제로 두 명의 다른 왕이 있었는지에 의문을 제기한다. 그는 이중화가 마하바라타의 후기 부분에서 "연대기 기록가들이 연대기적 오류를 설명하기 위해 발명"되었으며, "쿠루 족보에서 그의 정확한 위치에 대한 만장일치적인 전통이 남아 있지 않은 동일한 원래 인물의 바르드적인 복제"로 인해, 후기 포스트-베다 전통의 "족보 텍스트에 침투"된 것이라고 제안한다. 이 전통에는 파리크시트의 아들 자나메자야도 두 명 등장한다.

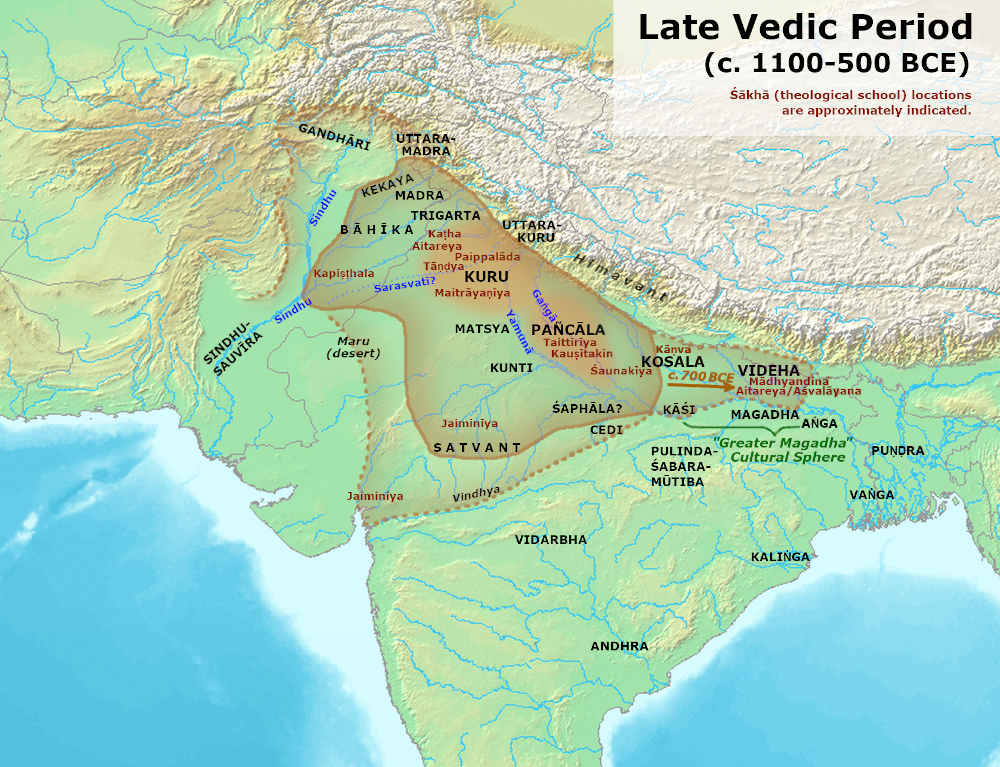
베다 시대의 쿠루 및 기타 왕국들

미하엘 비첼은 파리크시트가 초기 쿠루 왕이라고 언급하며, 파리크시트 왕조를 기원전 1200년에서 1100년경(후기 리그베다 시대)으로 본다. 반면, H. C. 라이차우두리는 그를 기원전 9세기로 보았다. 비첼은 파리크시트(및 다른 왕조의 왕들)가 다양한 자료들을 단일 "국가적" 컬렉션, 즉 리그베다 삼히타, 사마베다 삼히타, 그리고 킬라니로 통합하는 데 주로 책임이 있다고 본다.

## 가족

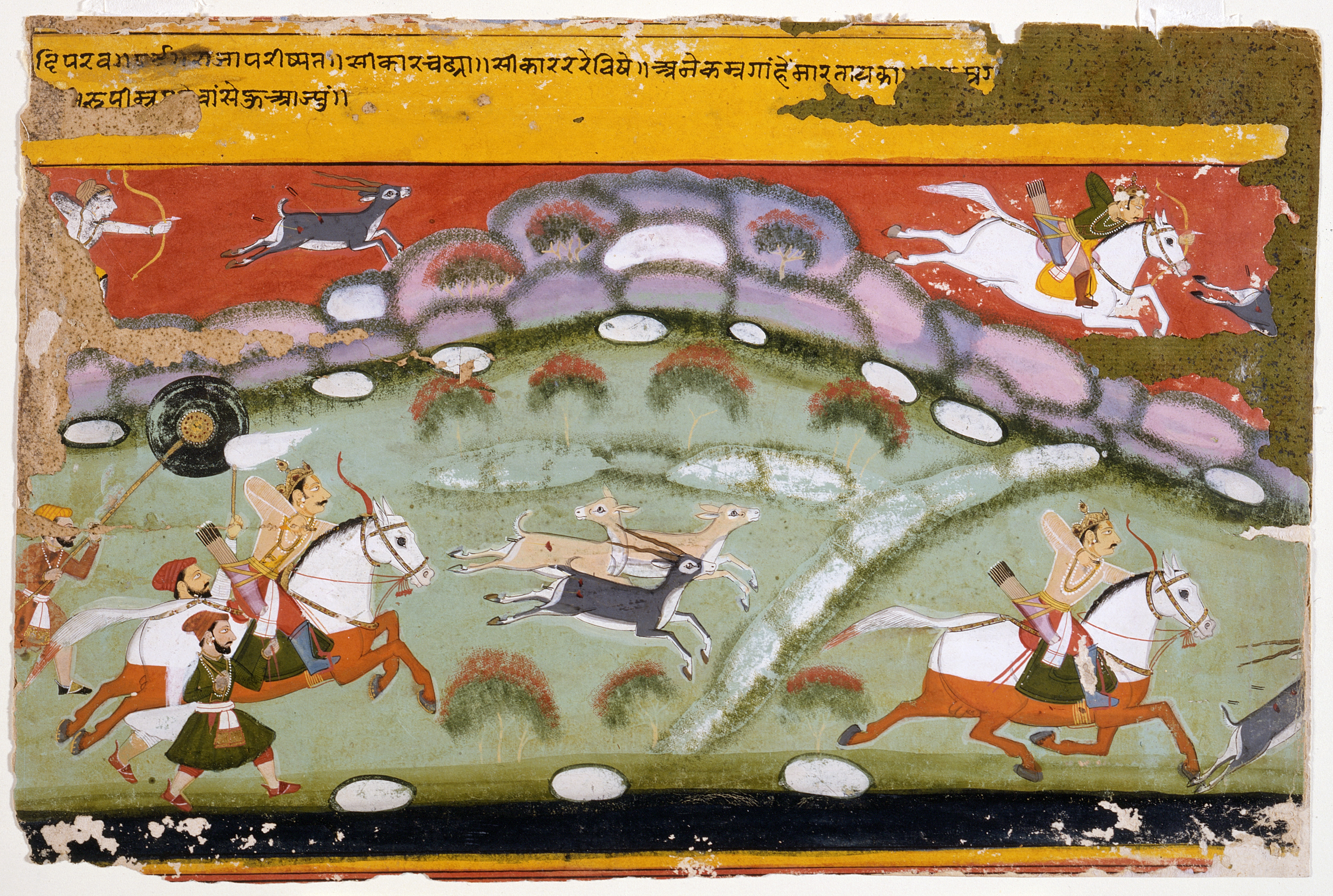
사냥하는 파리크시트 왕

파리크시트는 아비만유와 웃타라의 아들이자 아르주나의 손자이다.
샤타파타 브라마나 (XIII.5.4)에 따르면, 파리크시타에게는 자나메자야, 비마세나, 우그라세나, 슈루타세나 네 아들이 있었다. 이들 모두는 아슈바메다 야즈냐를 수행했다.
그의 육신은 현자 쉬린기 리쉬의 저주로 인해 끝났는데, 그는 탁실라의 통치자인 나가 왕, 탁샤카를 죽음의 도구로 사용했다. 파리크시트는 마드라바티 왕비의 남편이었고 그의 아들 자나메자야가 그 뒤를 이었다. 마하바라타에 따르면, 그는 60년 동안 통치하다 죽었다.

## 전설

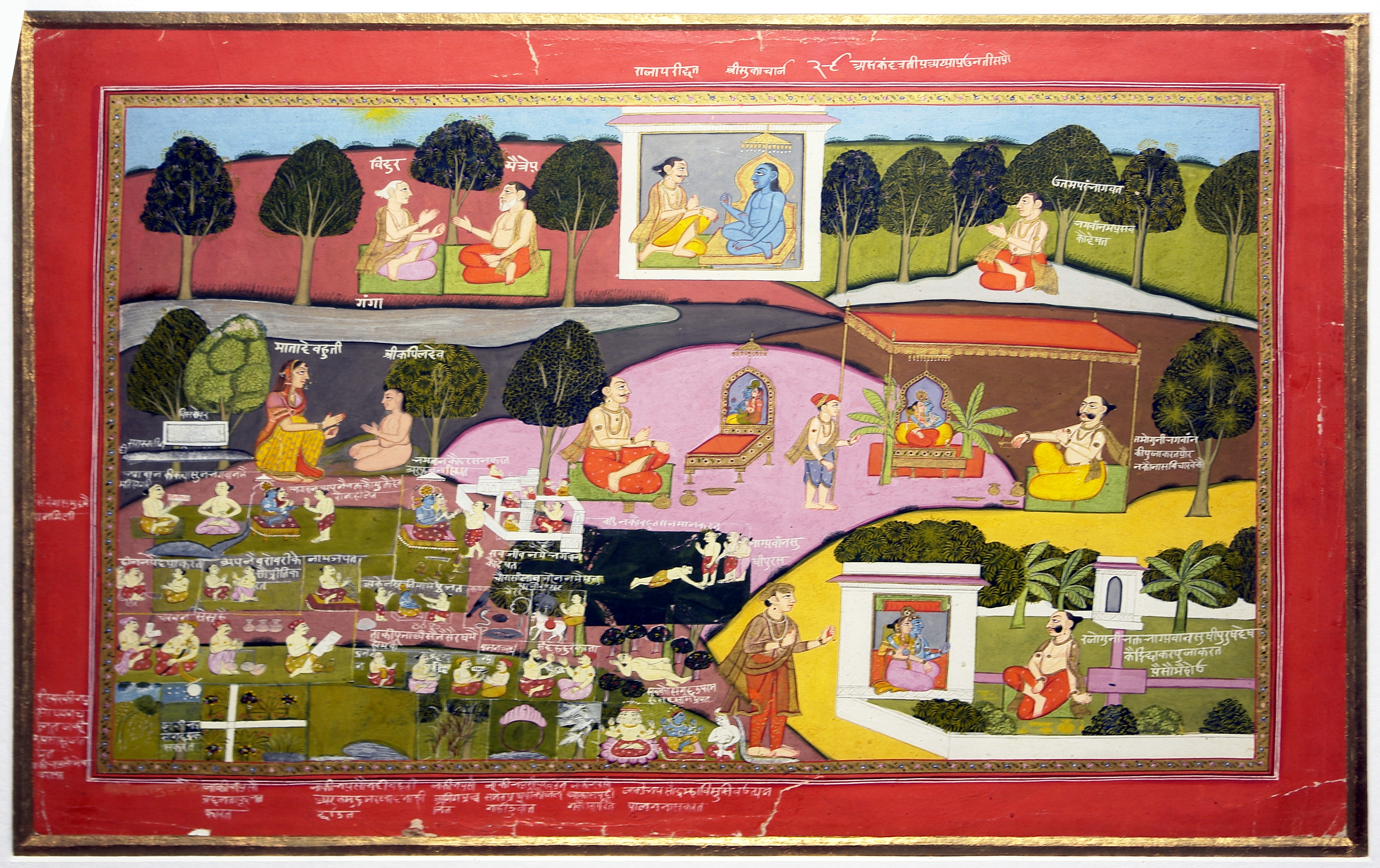
슈크데바 현자가 파리크시트에게 크리슈나 이야기를 들려주는 모습

파리크시트는 힌두 경전에서 의인화된 첫 번째 유가인 사트야 유가의 환생으로 여겨진다. 바가바타 푸라나 (1.8.9)에 따르면, 드로나의 아들 아슈와타마는 쿠루크셰트라 전쟁에서 자신의 친척과 친구들(특히 그의 아버지 드로나와 친구 두료다나)을 죽인 판다바들에 대한 복수로, 웃타라의 자궁에 있는 판다바 후계자(파리크시트 왕)를 죽이기 위해 브라흐마스트라를(브라흐마를 불러내는 강력한 무기) 준비했다. 웃타라는 이 무기의 강력한 광선에 겁을 먹고 아이에 대해 걱정했다. 시어머니 수바드라는 자신의 오빠이기도 한 크리슈나에게 후계자를 구원해 달라고 기도했다. 크리슈나는 그녀를 진정시키고 치명적인 무기로부터 자궁 속의 아이를 보호하여 생명을 구했다. 그리하여 파리크시트는 웃타라에게서 태어났다. 그는 비슈누 신이 판다바의 가계가 끊어질 뻔했을 때 그들에게 그를 주었으므로 비슈누라타라고 이름 지어졌다. 나중에 그는 하스티나푸르에서 판다바의 후계자로 즉위했다.
즉위 후 그는 세 번의 희생제를 올렸다. 희생제를 수행하면서 그는 전국을 여행했다. 한번은 한 남자가 한쪽 다리 없는 황소를 막대기로 때리고 암소를 발로 차는 것을 보았다. 이 광경에 그는 화가 나서 그 남자를 체포했다. 파리크시트는 그를 죽이려 했으나 그 남자가 자신의 진짜 정체를 칼리 (악마)라고 밝히자 그를 용서했지만 왕국을 떠나라고 명령했다. 칼리는 이 명령에 복종하고 파리크시트의 왕국을 떠났다. 만족한 암소는 자신이 프리티비라고 밝히며, 크리슈나가 그의 거처인 바이쿤타로 돌아가 지구를 떠났기에 슬퍼했다고 말했다. 황소는 다르마였으며 다른 세 다리는 절단되어 이제 칼리 유가에서는 한쪽 다리로만 서 있었다.

## 죽음

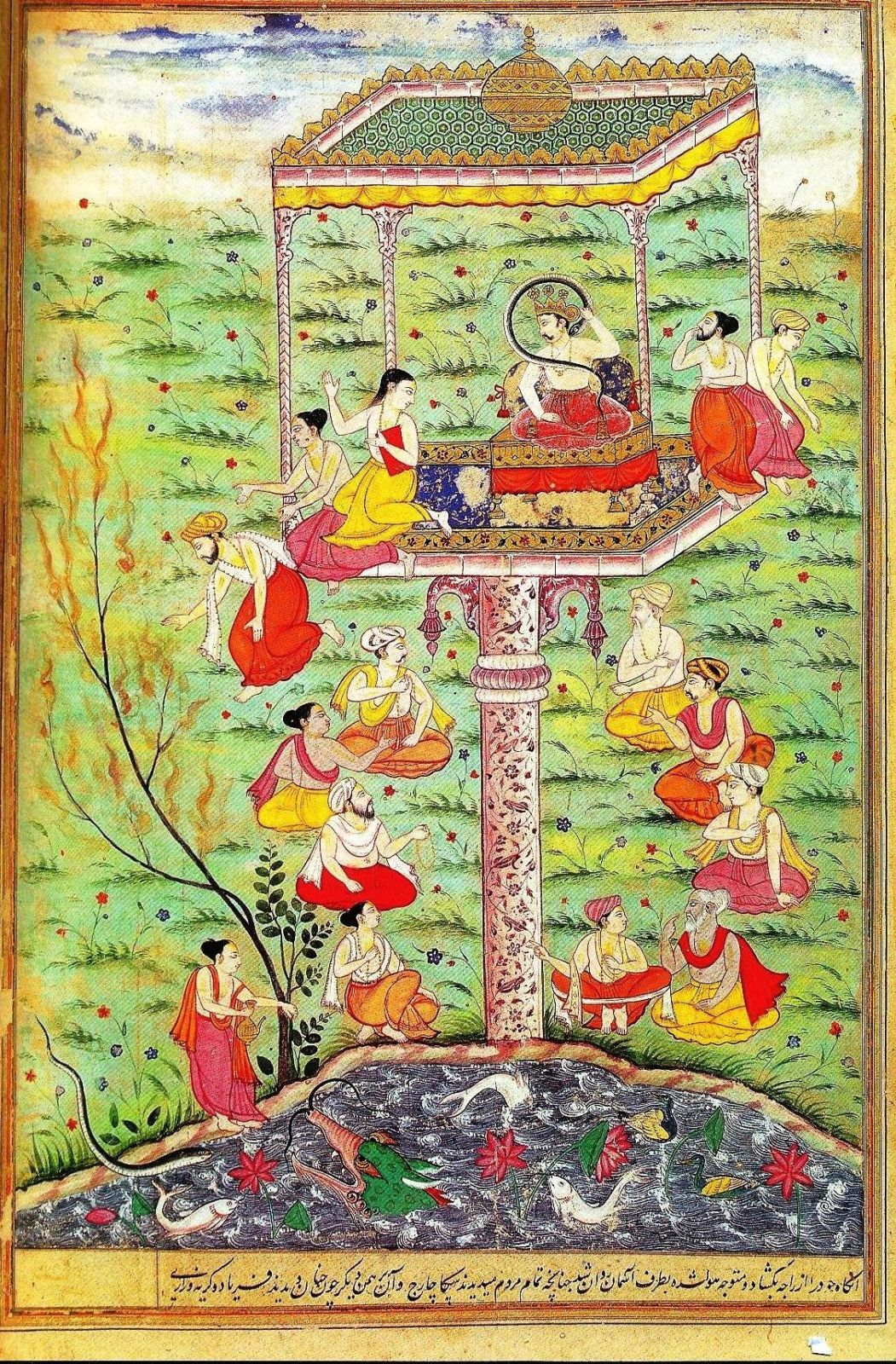
탁샤카에게 물려 죽은 파리크시트와 라즈므나마에서 탁샤카에게 불타 살아있는 카샤파 나무

한번은 사냥을 하던 중 파리크시트 왕은 악마 칼리를 만났고, 칼리 푸루쉬는 도박, 매춘, 악덕, 부도덕한 관계의 장소 외에 새로운 피난처를 달라고 요청했다. 파리크시트 왕은 그에게 금에 거주하도록 허락했다. 비록 그는 부당하게 얻은 금에 거주하도록 요청했지만, 왕의 왕관이 부당하게 얻은 금으로 만들어진 것(원래 자라산다의 왕관이었고, 비마 (신화)가 그를 죽인 후 가져갔으나 자라산다의 후계자들에게 반환되지 않음)이었으므로, 결국 칼리 푸루쉬는 왕의 마음에 들어갔다. 왕이 길을 건너다가 명상하는 샤미카 현자를 보고 자신이 사냥하던 사슴의 행방을 물었다. 그러나 현자는 명상 중이어서 응답하지 않았다. 이에 화가 난 파리크시트는 칼리 푸루쉬의 악영향으로 현자의 목에 죽은 뱀을 던졌다. 현자에게는 쉬링기(라마야나의 리슈야슈링가와 혼동하지 말 것)라는 아들이 있었는데, 그는 다른 현자의 아들 크리사로부터 이 사건을 들었다. 그는 칼리 푸루쉬가 저지른 속임수를 몰랐기 때문에 분노했다. 그는 아버지 리쉬 샤미카를 무례하게 대한 대가로 파리크시트가 7일 안에 사교상으로 죽을 것이라고 저주했다.
샤미카가 아들이 내린 저주를 알게 되자 그는 실망했다. 샤미카는 제자 가우르무카에게 파리크시트에게 가서 그의 죽음에 대한 모든 것을 말하라고 명령했다. 파리크시트가 저주에 대해 듣고 자신의 운명을 받아들였지만, 대신들은 외딴 기둥 위에 서 있고 잘 보호되는 저택을 만들었다.
뱀 물림을 치료하는 방법을 아는 현자 카샤파가 왕에게 오고 있었다. 그러나 탁샤카는 그에게 더 많은 재물을 제안하여 현자의 마음을 바꾸었다. 탁샤카는 과일 속에 있는 벌레의 모습으로 왕에게 와서 파리크시트를 물어 즉시 죽음에 이르게 했다.
파리크시트의 죽음은 판다바들이 인드라프라스타를 (현재 인드라프라스타로 알려진) 정복했을 때의 또 다른 일화로도 기록되어 있다. 탁샤카는 나가로카에 인간의 방해 없이 살고 있던 뱀들의 우두머리였다. 판다바들이 도착하자 탁샤카는 자신의 자유가 침해당했다고 느끼며 순수한 분노로 그의 군대에게 판다바들과 그들의 백성들을 공격하라고 명령했다. 이 광범위한 공격으로 많은 사람, 즉 판다바들과 그들의 아내 드라우파디를 제외한 모든 사람이 죽었다. 이 사건 이후, 세 번째 판다바인 아르주나는 활을 들어 나가로카에 불을 질렀다. 탁샤카는 더욱 격분하여 판다바 가계 중 한 명을 죽이겠다고 맹세했다. 탁샤카의 맹세와 리쉬 샤미카의 아들 쉬링기의 저주는 파리크시트가 뱀 물림으로 죽을 것이라는 궁극적인 운명을 부여했다.
탁샤카에 의해 아버지의 죽음을 들은 파리크시트의 아들 자나메자야는 일주일 안에 탁샤카를 죽이겠다고 맹세했다. 그는 사르파사트라(Sarpasatra)라는 야즈냐(yagna)를 시작했는데, 이는 우주의 모든 뱀들을 하반 베디 (제단)로 떨어지게 했다. 그러나 인드라는 탁샤카가 희생 제의에 끌려가지 않도록 막으려 했다. 희생 제의를 수행하는 현자들은 "인다라야 스와하, 탁샤카야 차 스와하"를 외치기 시작했다. 이로 인해 인드라마저 희생 제의에 끌려가기 시작했다. 나중에 이 야즈냐/희생 제의는 아스티카 무니(마나사데비의 아들)에 의해 중단되었다. 그리하여 탁샤카는 목숨을 건졌고, 자나메자야는 그의 사르파사트라를 중단했다. 그 날은 슈클라 파크샤 판차미였으며 샤라바나 월의 나가 판차미 축제로 기념된다.

## 승계
파리크시트는 그의 아들 자나메자야에 의해 계승되었다.

## 같이 보기
- 쿠루 왕국
- 인도 신화
- 자나카
- 빔비사라
- 마하바라타의 역사성

### 인용주
1. ↑  "파리크시트"는 이름의 정확한 산스크리트어 형태이다. "파리크시타"는 파리크시트의 아들/후손을 지칭하며, 예를 들어 자나메자야가 있다 (비첼 1997). 파리크시타는 "조사된"을 의미하는 과거 분사이며 이름이 아니다.
2. ↑  마하바라타에 따르면 그의 수도는 하스티나푸르에 있었다. 그러나 베다 문헌은 초기 쿠루족이 아산디바트(Āsandīvat)에 수도를 두었으며,[3] 이는 현재 하리아나주의 아산드와 동일시된다.[4][5][6]
3. ↑  또한 비첼(Witzel, 1995)은 파리크시트와 자나메자야를 각각 한 명만 언급한다.

### 참조주
1. ↑  Michael Witzel (1989), Tracing the Vedic dialects in Dialectes dans les litteratures Indo-Aryennes ed. Caillat, Paris, 97–265.
2. ↑  Michael Witzel, "Early Sanskritization. Origins and development of the Kuru State". B. Kölver (ed.), Recht, Staat und Verwaltung im klassischen Indien. The state, the Law, and Administration in Classical India. München : R. Oldenbourg 1997, 27-52 “EJVS - Current and Back Issues”. 15 August 2006에 원본 문서에서 보존된 문서.  5 July 2010에 확인함.
3. ↑  Michael Witzel, "Early Sanskritization. Origins and development of the Kuru State". B. Kölver (ed.), Recht, Staat und Verwaltung im klassischen Indien. The state, the Law, and Administration in Classical India. München : R. Oldenbourg 1997, 27-52 “EJVS - Current and Back Issues”. 15 August 2006에 원본 문서에서 보존된 문서.  5 July 2010에 확인함.
4. ↑  “Prāci-jyotī: Digest of Indological Studies”. 1967.
5. ↑  Dalal, Roshen (2010). 《Hinduism: An Alphabetical Guide》. ISBN 9780143414216.
6. ↑  Raychaudhuri 2006, 18쪽.
7. ↑  Witzel 1997
8. ↑  Bloomfield, Hymns of the Atharva-Veda. (Sacred Books of the East 42.) Oxford 1897, repr. Delhi 1964
9. ↑  Raychaudhuri 2006, 10–13쪽.
10. ↑  Raychaudhuri (1996), p.19
11. ↑  Raychaudhuri (1996), pp.13-19
12. ↑  Michael Witzel (1989), 《Tracing the Vedic dialects》 (PDF), 19, 141쪽, 2021년 11월 6일에 원본 문서 (PDF)에서 보존된 문서
13. ↑  Raychaudhuri 2006, 29쪽.
14. ↑  Witzel, Michael (1989). 《The Realm of the Kurus: Origins and Development of the First State in India》. Kyoto: Summaries of the Congress of the Japanese Association for South Asian Studies. 1–3쪽.
15. ↑  Raychaudhuri 2006, 11–16쪽.
16. ↑  Dowson, John (1888). 《A Classical Dictionary of Hindu Mythology and Religion, Geography, History, and Literature》. Trubner & Co., London. 1쪽.
17. ↑  Raychaudhuri 2006, 14, 39쪽.
18. ↑  “Maharaja Parikshit”. 14 July 2006에 원본 문서에서 보존된 문서.
19. ↑  Misra, V.S. (2007). Ancient Indian Dynasties, Mumbai: Bharatiya Vidya Bhavan, ISBN 81-7276-413-8, p.278
20. ↑  Raychaudhuri 2006, 19쪽.
21. ↑  “Who was Raja Parikshit in Mahabharat and why the story of his death is philosophical”. 《www.timesnownews.com》 (영어). 2020년 5월 7일. 2020년 8월 29일에 확인함.
22. ↑  Motilal Bansaridas Bhagavata Purana Book 1 Skandha I Chapter 16-17
23. ↑  Prtap Chandra Roy Mahabharata, Astika Parva
24. ↑  Garg 1992, 743쪽.
25. ↑  Raychaudhuri 2006, 30쪽.

### 출전
- Garg, Gaṅgā Rām (1992), 《Encyclopaedia of the Hindu World》, Concept Publishing Company, ISBN 978-81-7022-376-4, 2013년 8월 2일에 확인함
- Raychaudhuri, Hemchandra (2006), 《Political History of Ancient India》, Cosmo Publications, ISBN 81-307-0291-6